# Оганесян Арман Суренович
Арман Суренович Оганесян (вірм. Արման Սուրենի Հովհաննիսյան; 7 липня 1993, Єреван, Вірменія) — вірменський футболіст, захисник клубу «Зірка (Кропивницький)». Виступав у молодіжній збірній Вірменії.

## Клубна кар'єра
Арман Оганесян народився в Єревані. З 9 років почав грати у футбол, хоча були варіанти у Легкій атлетиці, але цей вид спорту не зацікавив юного спортсмена. Оганесян з цього часу почав ходити у футбольну школу «Пюніка», вихованцем якої він є. У 2009 році між Оганесяном і «Пюніком» був підписаний перший контракт. Сезон 2010 року Оганесян відіграв у дублі, провівши за «Пюнік-2» 10 матчів у Першій лізі. А у 2011 році відбувся дебют у складі головної команди. 20 березня 2011 року, у матчі 2 туру проти «Гандзасара», Оганесян вийшов на заміну на 77-й хвилині, замінивши Геворга Казаряна.
Далі в сезоні 2014/15 грав за «Алашкерт», після чого ще два роки виступав за «Ширак».
У червні 2017 року підписав дворічний контракт з українським клубом «Зірка» (Кропивницький).

## Досягнення
- Чемпіон Вірменії (1):

«Пюнік»: 2021-22
- Володар Кубка Вірменії (3):

«Пюнік»: 2012-13, 2013-14
«Ширак»: 2016-17
- Володар Суперкубка Вірменії (3):

«Пюнік»: 2011

## Особисте життя
Батько — Сурен, мати — Ліліт. Не одружений